# Broc (récipient)
Pour les articles homonymes, voir Broc.

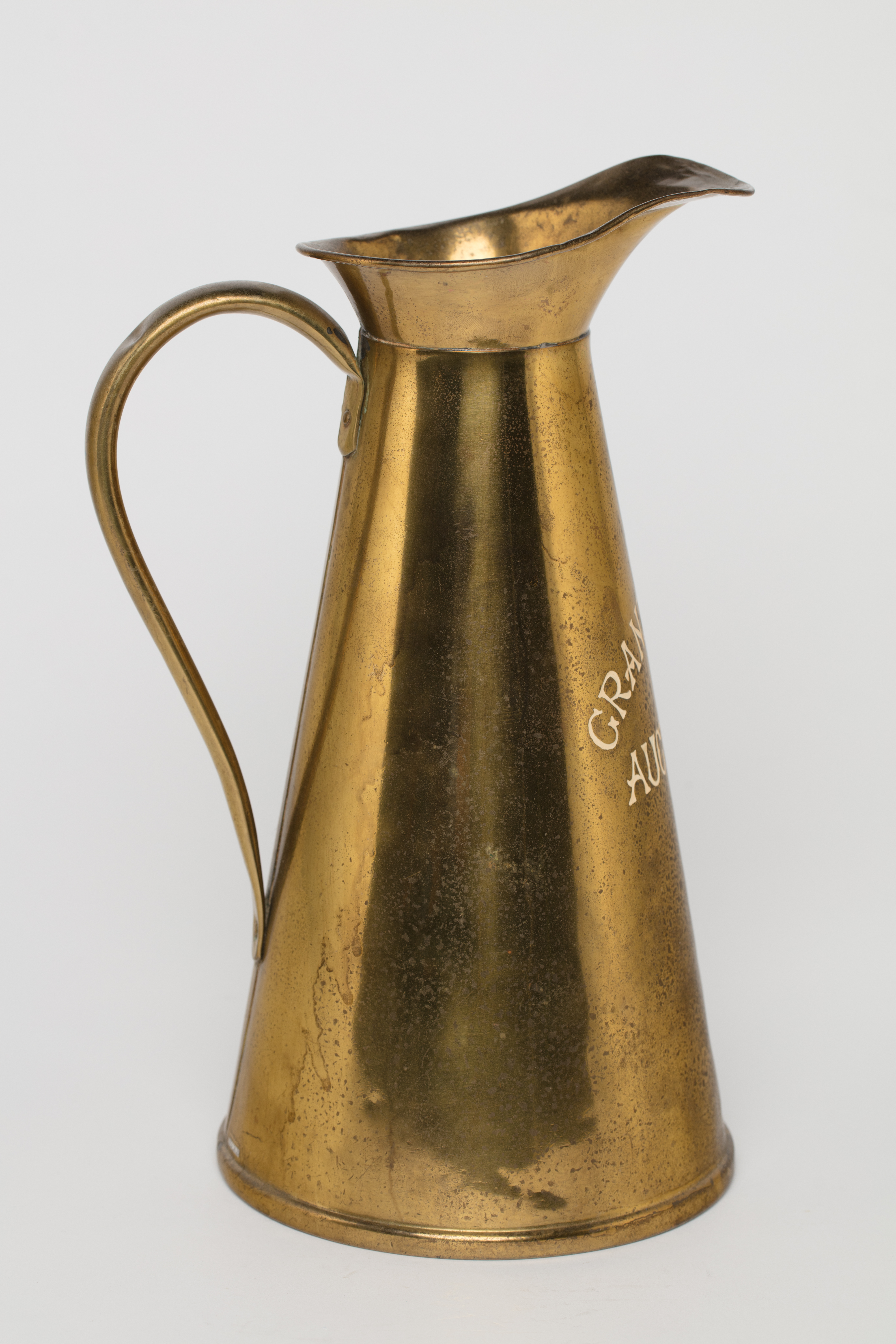
Broc en laiton, XIXe siècle, Australie.

Un broc /bʁo/ est un récipient, le plus souvent métallique, et à bec évasé servant à transvaser des liquides (en quantités assez importantes).
Des brocs étaient utilisés dans le passé pour la toilette. Ils étaient dans ce cas en métal ou faïence, associés à une bassine de même matière (le service de toilette).
Les brocs à eau pour la table sont à rapprocher des pichets.